# Super Soaker

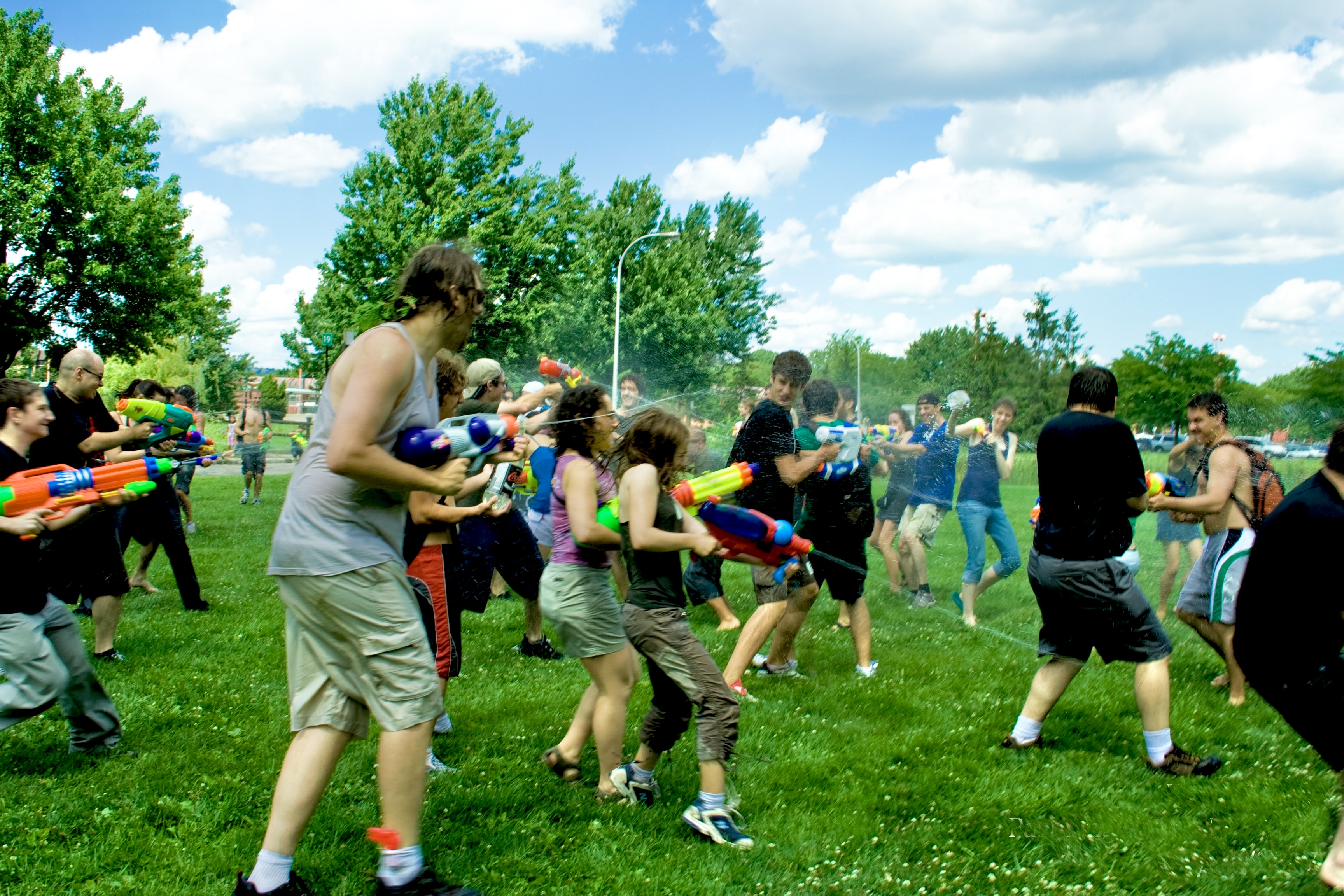
Een watergevecht met Super Soakers.

Super Soaker is een merknaam voor een serie van waterpistolen met handmatige pompfunctie. Door het oppompen ontstaat een hoge waterdruk waarmee men verder en scherper kan schieten. De Super Soaker werd in 1989 uitgevonden door Lonnie Johnson.
De eerste Super Soakers werden vanaf 1990 verkocht en heette oorspronkelijk de Power Drencher. Nadat het product werd hernoemd in 1991 volgde tevens een aantal succesvolle advertenties, wat ervoor zorgde dat de Super Soaker twee miljoen keer over de toonbank ging. De merknaam raakte zo ingeburgerd in het dagelijks taalgebruik, waardoor de naam vaak wordt gebruikt voor elk type waterpistool onder druk.
De eerste serie waterpistolen werden geproduceerd door de firma Larami, dat in 1995 werd overgenomen door Hasbro en daarna verkocht onder de merknaam Nerf. De Super Soakers bleken een groot commercieel succes en zijn wereldwijd ruim een miljard keer verkocht.
In 2013 werd Hasbro gedwongen om achterstallige betaling aan royalty's te betalen. Het ging om een bedrag van bijna 73 miljoen Amerikaanse dollar, over de periode van 2007 tot en met 2012.